# ألمدين هوتا
ألمدين هوتا مواليد 22 يوليو 1976 في سراييفو، جمهورية يوغوسلافيا الاشتراكية الاتحادية، هو لاعب كرة قدم بوسني. يلعب في مركز خط الوسط. مثّل منتخب البوسنة والهرسك لكرة القدم.

## الأهداف الدولية
| 1.                           | 12 يناير 2001                | ملعب جواهر لعل نهرو، كوتشي، الهند  | بنغلاديش   | 0-2 | فوز | كأس السوبر لكرة القدم  |
| 2.                           | 12 كانون الثاني / يناير 2001 | ملعب جواهر لعل نهرو، كوتشي، الهند  | بنغلاديش   | 0-2 | فوز | كأس السوبر لكرة القدم  |
| 3.                           | 28 مارس 2001                 | ملعب راين بارك، فادوتس، ليختنشتاين | ليختنشتاين | 0-1 | فوز | تصفيات كأس العالم 2002 |
| نتائج معتمدة (7 أكتوبر 2015) |                              |                                    |            |     |     |                        |

## روابط خارجية
- ألمدين هوتا على موقع قاعدة بيانات كرة القدم.إي يو (الإنجليزية)
- ألمدين هوتا على موقع ناشيونال فوتبول تيمز (الإنجليزية)